# Риводутри
Риводу̀три (на италиански: Rivodutri, на местен диалект Riùtri, Риутри) е село и община в Централна Италия, провинция Риети, регион Лацио. Разположено е на 560 m надморска височина. Населението на общината е 1149 души (1 януари 2023).